# Божановичи
Божановичи (на сръбски: Божановићи) е село в Република Сръбска (Босна и Херцеговина), част от община Калиновик. Населението на селото през 1991 година е 66 души, изцяло етнически сърби.

## Население
- 1961 – 112 жители
- 1971 – 104 жители
- 1981 – 92 жители
- 1991 – 66 жители

## Личности
- Ратко Младич – началник-щаб на армията на Република Сръбска (1992-1995)

|  | Тази страница частично или изцяло представлява превод на страницата „Божановићи“ в Уикипедия на сръбски. Оригиналният текст, както и този превод, са защитени от Лиценза „Криейтив Комънс – Признание – Споделяне на споделеното“, а за съдържание, създадено преди юни 2009 година – от Лиценза за свободна документация на ГНУ. Прегледайте историята на редакциите на оригиналната страница, както и на преводната страница, за да видите списъка на съавторите. ВАЖНО: Този шаблон се отнася единствено до авторските права върху съдържанието на статията. Добавянето му не отменя изискването да се посочват конкретни източници на твърденията, които да бъдат благонадеждни. |